# دورين ولز
دورين ولز (بالإنجليزية: Doreen Wells)‏ هي راقصة باليه بريطانية، ولدت في 25 يونيو 1937.

## وصلات خارجية
- دورين ولز على موقع IMDb (الإنجليزية)